# Орел молуцький
Орел молуцький (Aquila gurneyi) — хижий птах родини яструбових.

## Населення
Має доволі невелику чисельність, яка скорочується через втрати середовища проживання.

## Морфологічні особливості
Довжина 74—85 см (хвіст майже половина), розмах крил 170—190 см, самиці вагою 3060 гр.

## Поширення
Країни проживання: Індонезія; Папуа Нова Гвінея. Мешкає у різних типах лісів. Віддає перевагу незайманим лісам, його бачили до висоти 1500 м.

## Спосіб життя
Солітарний. Політ звичайний для роду: сильний і важкий.